# M'Pogona
M'Pogona est une localité située dans le département de Sindou de la province de la Léraba dans la région des Cascades au Burkina Faso.